# Queenslandia
Queenslandia is een geslacht van vliesvleugeligen uit de familie Pteromalidae. De wetenschappelijke naam van dit geslacht is voor het eerst geldig gepubliceerd in 2008 door Koçak & Kemal.

## Soorten
Het geslacht Queenslandia is monotypisch en omvat slechts de volgende soort:
- Queenslandia blackburni (Girault, 1928)